# Hibristofilia

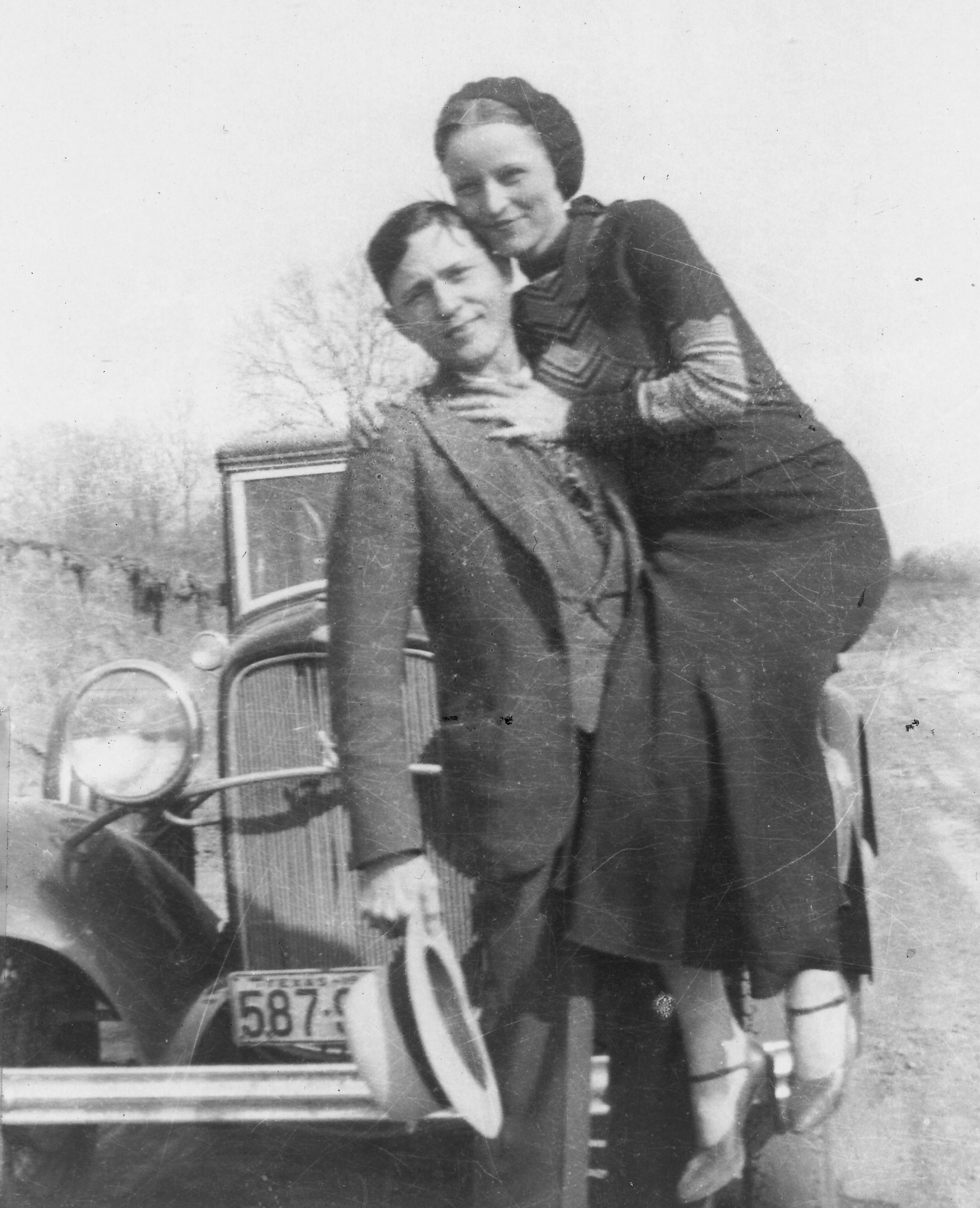
La hibristofilia es una parafilia en la cual la excitación sexual y la obtención del orgasmo se producen como respuesta a mantener una relación con una persona que ha cometido una fatalidad, engaño, mentira, infidelidades conocidas o crímenes como violaciones, asesinatos o robo a mano armada.

La hibristofilia es una parafilia en la cual la excitación sexual y la obtención del orgasmo se producen como respuesta a mantener una relación con una persona que ha cometido una fatalidad, engaño, mentira, infidelidades conocidas o crímenes como violaciones, asesinatos o robo a mano armada. El término deriva de la palabra griega, ὑβρίζειν hubrizein, que significa ‘atentar contra alguien’ (que a su vez deriva de ὕβρις hibris "hýbris"), y filo, lo cual significa ‘tener una afinidad/preferencia por’. En la cultura popular, este fenómeno es conocido como «síndrome de Bonnie y Clyde».
Muchos criminales conocidos, particularmente aquellos que han cometido crímenes atroces, reciben correo por parte de admiradores en prisión con sentido amoroso o sexual, probablemente como resultado de este fenómeno. En algunos casos, los admiradores de estos criminales se han casado con ellos en prisión.
La hibristofilia es conocida por ser potencialmente letal, entre otras parafilias como la asfixiofilia y la cremastistofilia.

## Causas
Ha habido mucha especulación alrededor de las posibles causas de la hibristofilia. Katherine Ramsland, quien es profesora de psicología forense en la Universidad DeSales, menciona que algunas mujeres, en particular quienes se han casado o han mantenido relaciones con asesinos en serie, dieron las siguientes razones:
- «Alguna gente cree que puede cambiar para bien a un hombre tan cruel y poderoso como un asesino en serie».
- «Otros “ven” al niño pequeño que el asesino una vez fue y sienten ganas de cuidar de él».
- «Algunos tienen esperanzas de hacerse famosos a través de su relación con el criminal en cuestión».
- «Luego viene la noción del “novio perfecto”. Ella sabe dónde se encuentra él todo el tiempo y que él está pensando en ella. Mientras que ella puede decir que alguien la “ama”, no tiene que pasar por las peripecias del día a día en una relación. No hay colada que hacer, no tiene que cocinar para él... Puede mantener la fantasía por un largo tiempo».

Otros ofrecieron razones como:
- «Algunos expertos en salud mental han comparado el amor enfermizo con los asesinos a una forma extrema de fanatismo. Ven a aquellas mujeres como inseguras de sí mismas y que no pueden encontrar el amor de forma normal buscando así una relación romántica que no se puede consumar».[4]

Observando el panorama de un asesino en serie atrayendo a mujeres, el psicólogo Leon F. Seltzer ha ofrecido explicaciones basadas en la psicología evolutiva. Los asesinos en serie, desde su punto de vista, son casos de machos alfa que tienden a atraer a las mujeres. Esto debido a que este tipo de hombres son buenos protegiendo a las mujeres y sus descendientes en nuestra historia evolutiva. Las mujeres hoy en día pueden estar conscientes de que mantener una relación con un asesino en serie no es una idea sabia, pero aun así les atraen, como él mismo dijo: «Como terapeuta me he encontrado con mujeres que hablaban de su vulnerabilidad ante los hombres dominantes, siendo conscientes de que no eran buenos para ellas».

## Ejemplos
- Uno de los ejemplos más conocidos de hibristofilia es el numeroso grupo de mujeres que se obsesionó con Ted Bundy después de su arresto.[7] Ted Bundy recibió miles de cartas por parte de mujeres cuando estaba en la cárcel.[8]
- Jeffrey Dahmer, un asesino en serie, recibió correspondencia por parte de mujeres enamoradas junto a dinero y otros regalos mientras estaba en prisión.[9]
- El asesino en serie Richard Ramirez se casó con una fan suya en prisión, la cual le había escrito más de setenta y cinco cartas. Durante su juicio, docenas de mujeres se amontonaron en la corte judicial para poder verlo.[10]
- El fenómeno de las ayudantes empedernidas de Charles Manson también es un ejemplo de hibristofilia.[11]
- Terroristas como Anders Behring Breivik[12] y Dzhokhar Tsarnaev[13] también han sido citados como ejemplos de hibristofilia.
- Diego Santoy Riveroll, el autor del llamado asesinato de Cumbres en marzo de 2006, estuvo en una relación con una de sus fanáticas que lo visitaba y procreó un hijo con ella.
- Chris Watts, quien en agosto de 2018 asesinó a su esposa embarazada y a sus dos hijas de tres y cuatro años de edad, ha recibido cartas de admiradoras en prisión.[14]
- Otro acontecimiento de esta filia es Devon Erickson, quien en mayo de 2019 perpetró un tiroteo escolar junto a un amigo, para luego ser popularizado mediante TikTok gracias a un video de Devon en la corte el día 2 de enero de 2020; un múltiple grupo de adolescentes que usaban la red social antes mencionada para defender a Devon.[cita requerida]
- Individuos como José Rabadán, conocido por el Asesino de la catana, o Miguel Carcaño, condenado en el Caso Marta del Castillo, recibieron múltiples cartas de adolescentes fascinadas durante su encarcelamiento siendo ampliamente conocidos en España.[15]